# Gerhard Köfer

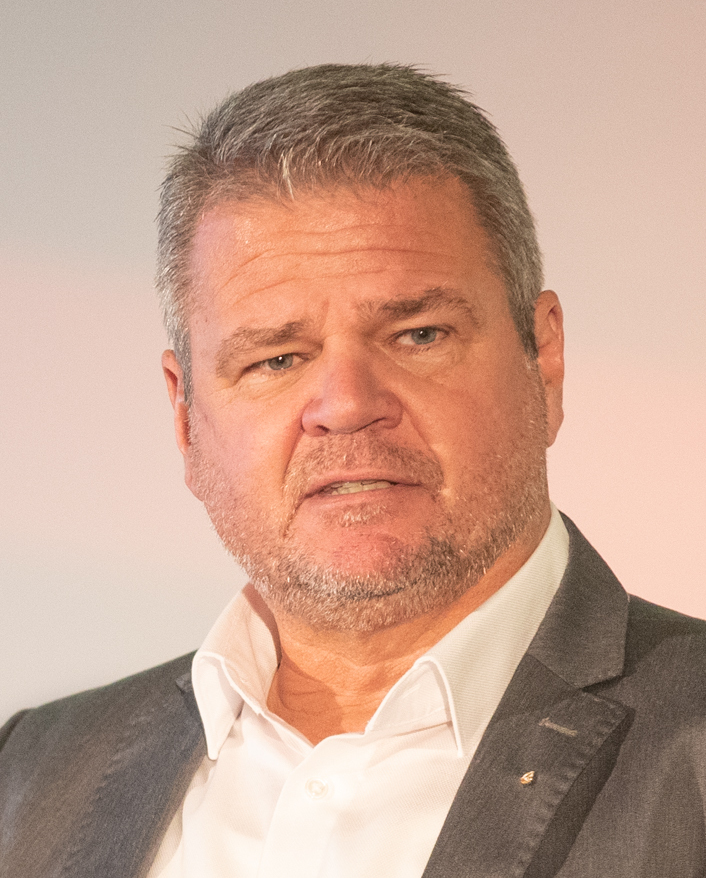
Gerhard Köfer (2021)

Gerhard Köfer (* 11. Februar 1961 in Spittal an der Drau, Kärnten) ist ein österreichischer Politiker (derzeit Team Kärnten, zuvor Team Stronach beziehungsweise SPÖ). Von 2006 bis 2013 war er Nationalratsabgeordneter und von 2013 bis 2018 Landesrat in der Kärntner Landesregierung. Köfer ist Landesparteiobmann des Teams Kärnten und Abgeordneter zum Kärntner Landtag. Er war von 1997 bis 2013 und ist erneut seit 2021 Bürgermeister seiner Heimatstadt Spittal an der Drau. In seiner ersten Amtszeit wurde er wegen Amtsmissbrauchs verurteilt.

## Ausbildung
Köfer besuchte von 1967 bis 1971 die Volksschule. Nach der Handelsschule absolvierte er eine Maturaschule. Er war in der Folge als Bankkaufmann und Gendarmeriebeamter tätig.

## Politische Karriere
Von 1991 bis 1997 saß Köfer im Stadtrat von Spittal an der Drau. 1997 wurde er erstmals direkt zum Bürgermeister von Spittal an der Drau gewählt. Von 2004 bis 2006 war er Abgeordneter zum Kärntner Landtag. Ab 30. Oktober 2006 vertrat er die SPÖ im Nationalrat und wurde für die vorgezogene Nationalratswahl in Österreich 2008 zum Spitzenkandidaten der SPÖ Kärnten gewählt.
Im August 2012 trat Köfer aus der SPÖ und dem SPÖ-Parlamentsklub aus und wechselte als erster Abgeordneter zum damals erst in Gründungsabsicht befindlichen Team Stronach. Er wurde zum Landesparteiobmann des Teams Stronach für Kärnten gewählt und fungierte als dessen Spitzenkandidat bei der Kärntner Landtagswahl am 3. März 2013. Köfer verzichtete auf sein Mandat und war von 28. März 2013 bis 12. April 2018 Landesrat für Straßenbau und Fischerei in der Landesregierung Kaiser I in Kärnten. Am 2. Oktober 2013 wurden Köfer als Landesparteiobmann sowie der gesamte Landesparteivorstand von Frank Stronach abgesetzt.
Im Zuge der Abspaltung des Kärntner Landesverbands vom Team Stronach wurde Köfer im November 2016 erneut zum Kärntner Landesparteiobmann der nun unter dem Namen „Team Kärnten – Liste Köfer“ auftretenden Partei gewählt. Er war auch Spitzenkandidat bei der Landtagswahl 2018 und ist seit 12. April 2018 wieder Abgeordneter zum Kärntner Landtag.
Bei der Gemeinderatswahl am 28. Februar 2021 kam er in die Stichwahl zum Bürgermeister der Stadt Spittal, die er am 14. März 2021 gegen Gerhard Pirih gewann. 

## Verurteilung wegen Amtsmissbrauchs
Im Februar 2014 erhob die Staatsanwaltschaft gegen Köfer sowie den gesamten damaligen Gemeinderat Anklage in Zusammenhang mit dem Bau eines Handymastes in Spittal an der Drau wegen Amtsmissbrauchs. Der Bauantrag hätte mangels Zuständigkeit nicht abgelehnt werden dürfen, lautete der Vorwurf. Köfer rechtfertigte seine Tat damit, dass er gesundheitliche Schäden von den Anrainern abwenden wollte. Am 9. März 2016 wurde Köfer wegen Amtsmissbrauchs zu einer bedingten Haftstrafe von sieben Monaten verurteilt. Der Oberste Gerichtshof wies die Nichtigkeitsbeschwerde zurück. Das Urteil ist somit rechtskräftig.

## Privat
Gerhard Köfer ist zum zweiten Mal verheiratet und hat einen Sohn und eine Tochter.

## Sonstiges
Im Nebenberuf arbeitete Köfer auch als Energetiker. Die Erlöse aus dieser Nebentätigkeit flossen dem von Köfer gegründeten Spittaler Kinderfonds zu. Seine Begabung als Energetiker will er Ende 2010 bei sich entdeckt haben. Er könne „zur Selbstheilung des Körpers beitragen“, indem er „Blockaden bei anderen öffne“. Er habe „Hände wie Starterkabel“. In einem Interview mit der Tageszeitung Kurier sagte Köfer im Jahr 2014, dass er vielleicht „irgendwann in ferner Zukunft ausschließlich als Energetiker arbeiten“ werde. Als Energetiker behandelte er die Pferde von Frank Stronach in Ebreichsdorf, wodurch der Kontakt zu Stronach und dessen Partei hergestellt wurde.